# Lepidoscia polymeres
Lepidoscia polymeres is een vlinder uit de familie van de zakjesdragers (Psychidae). De wetenschappelijke naam van deze soort is voor het eerst voorgesteld als Xysmatodona polymeres door Alfred Jefferis Turner in een publicatie uit 1900.
De soort komt voor in Australië (Queensland).